# Hito Çako
Hito Çako (* 3. März 1923 in Progonat, Kurvelesh; † 5. Dezember 1975) war ein albanischer General und Politiker der Partei der Arbeit Albaniens.

## Biografie
Nach dem Besuch von Schulen in Saranda trat Çako während des Zweiten Weltkriegs in die kommunistische antifaschistische Widerstandsbewegung ein und nahm am Befreiungskrieg teil. Nach einer Verwendung als Politkommissar der in Lura und Prizren eingesetzten 5. Brigade ab dem 28. Mai 1944 wurde er am 9. Mai 1945 Kommandeur der 1. Division.
Nach der Gründung der Volksrepublik Albanien am 11. Januar 1946 besuchte er zunächst die Kriegsschule und dann später zwischen 1950 und 1954 die Militärakademie Michail Wassiljewitsch Frunse in Moskau. Darüber hinaus war er Absolvent der Generalstabsakademie der UdSSR Marschall Kliment Jefremowitsch Woroschilow sowie der Militärpolitischen Lenin-Akademie.
Nach der Verhaftung des Befehlshabers der Kriegsmarine (Flota Luftarake Detare), Konteradmiral Teme Sejko, im August 1960 wegen angeblicher Spionage für die Sowjetunion, die Vereinigten Staaten und Griechenland wurde Çako, der auch Mitglied des Zentralkomitees (ZK) der PPSh war, vom Ersten Sekretär des ZK der PPSh Enver Hoxha unter Beförderung zum Konteradmiral mit der Wahrnehmung der Amtsgeschäfte beauftragt. Diese Funktion übte er bis September 1961 aus und wurde dann von Konteradmiral Abdi Mati abgelöst.
Daneben war er auch Abgeordneter der Volksversammlung (Kuvendi Popullor) und vertrat dort den Kreis Vlora.
Am 15. Januar 1962 wurde er vom Präsidium der Volksversammlung zum General befördert und zugleich zum Vize-Minister für Verteidigung und Leiter der Politischen Hauptverwaltung der Streitkräfte (Forcat e Armatosura të Shqipërisë) ernannt.
Er gehörte außerdem zu den 154 Personen, denen der Titel "Held des Volkes" (Hero i Popullit) verliehen wurde.
Im Juli 1974 wurde er als Vertrauter von Verteidigungsminister Beqir Balluku der Anstiftung zu revisionistischen Ideen beschuldigt und vor einem Militärgericht wegen eines versuchten militärischen Staatsstreichs und Landesverrats angeklagt.
Wenig später wurde er zusammen mit Balluku und dem Chef des Generalstabes der Streitkräfte Petrit Dume zum Tode verurteilt und später hingerichtet.
Nach dem Zusammenbruch des Kommunismus wurde sein Leichnam am 18. Juli 2000 auf Wunsch seiner Familie exhumiert und zusammen mit den damals mit ihm verurteilten Generalen Balluku und Çako in einem geheimen Grab in Horë-Vranisht im Kreis Vlora beigesetzt.